# 多佛-福克斯克罗夫特 (缅因州)
多佛-福克斯克罗夫特（Dover-Foxcroft）位于美国缅因州中部，是皮斯卡塔奎斯县的县治。
根据2000年美国人口普查，共有4,211人，其中白人占96.91%。